# Geografia de les Filipines
Les Filipines són és un arxipèlag de 7.107 illes que sumen un total de 300.000 km² de terra. La més gran n'és Luzon, amb un total de 105.000 km². La segueix Mindanao, amb 94.600 km². L'arxipèlag es troba a uns 800 km del continent asiàtic, entre Borneo i Taiwan.

## Situació i límits
L'arxipèlag filipí és a la part més septentrional del gran arxipèlag asiàtic, entre els 4º 40´ i 20º 3´de latitud nord; entre els 116º 40´i 126º 34´de longitud est del meridià de Greenwich.
Els punts sota control del govern filipí són aquests:
| Direcció | Localització                     | Coordenades | Coordenades   |
| Direcció | Localització                     | Latitud (N) | Longitud (I)  |
| -------- | -------------------------------- | ----------- | ------------- |
| Nord     | Illa de Amianan Itbayat, Batanes | 21º7’18.41" | 121º56’48.79" |
| Est      | Cap Pusan, Davao Oriental        | 7º17’19.80" | 126º36’18.26" |
| Sud      | Frances Reef, Tawi-Tawi          | 4º24’53.84" | 119º14’50.71" |
| Oest     | Thitu, Kalayaan, Palawan         | 11°3’10.19" | 114°16’54.66" |

L'illa de Thitu és la cinquena més gran de les Illes Spratly, un arxipèlag disputat per Brunei, República de la Xina, República Popular de la Xina, Filipines, Malàisia i Vietnam.
Les Filipines estan encerclades pel nord i per l'oest pel mar de la Xina Meridional, per l'est l'oceà Pacífic, i pel sud pel mar de Cèlebes.
Des de les terres del nord-oest fins a les costes de la República Popular Xina hi ha una distància de 630 km. L'illa més propera al nord és la de Taiwan, a l'est les Palau, al sud-est l'arxipèlag de les Moluques, al sud les illes Cèlebes, al sud-oest Borneo, i a l'oest la Cotxinxina Vietnamita.
Les mars que circumden les Filipines són molt fondes. No gaire lluny de les costes orientals, el Pacífic arriba de 4.000 a 6.000 m de profunditat; la mar de Sulu, entre Mindanao i Joló, n'assoleix més de 5.000.
Aquestes illes s'enllacen amb Filipines per tres estrets, plens d'illes, i amb poca profunditat:
- Al nord de Borneo per les illes de Palawan i de Balabac..
- Al nord-oest de Borneo per l'arxipèlag de Joló: Sitangkai.
- Al nord-oest de Cèlebes per les illes de Sanguir (Sarangani) i Balut.

### Arxipèlag asiàtic

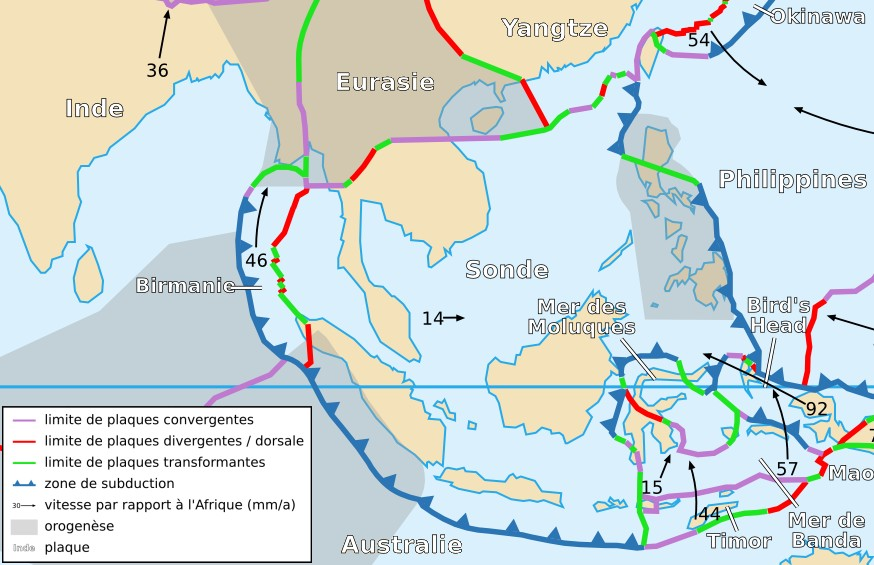
Placa de la Sonda i les plaques veïnes

Tot l'arxipèlag filipí pertany a la mateixa regió geogràfica que Borneo, Sumatra, Java i altres illes de l'arxipèlag asiàtic i, per tant, a Àsia, i no a Oceania. N'hi prou d'observar l'analogia que té la situació de la regió d'Insulíndia en relació amb Àsia, amb la que tenen les Antilles respecte a Amèrica. Aquelles limiten els mars interiors de la Xina i de la plataforma de Sonda; aquestes, els interiors també del golf de Mèxic i la mar Carib, banyant respectivament les costes asiàtiques i americanes.
La placa de Sonda es considera la part sud-est de la placa euroasiàtica i inclou la mar de la Xina Meridional, la mar d'Andaman, el sud del Vietnam i Tailàndia juntament amb Malàisia i les illes de Borneo, Sumatra, Java, part de Cèlebes a Indonèsia, i sísmicament les Illes Filipines occidentals formen la placa filipina.

### Illes que formen l'arxipèlag

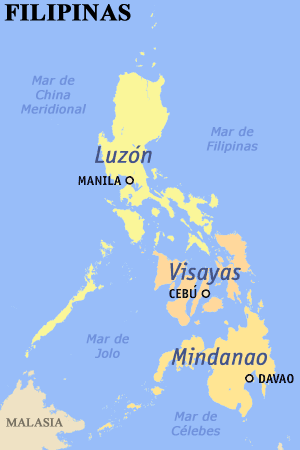
Grups de les Filipines

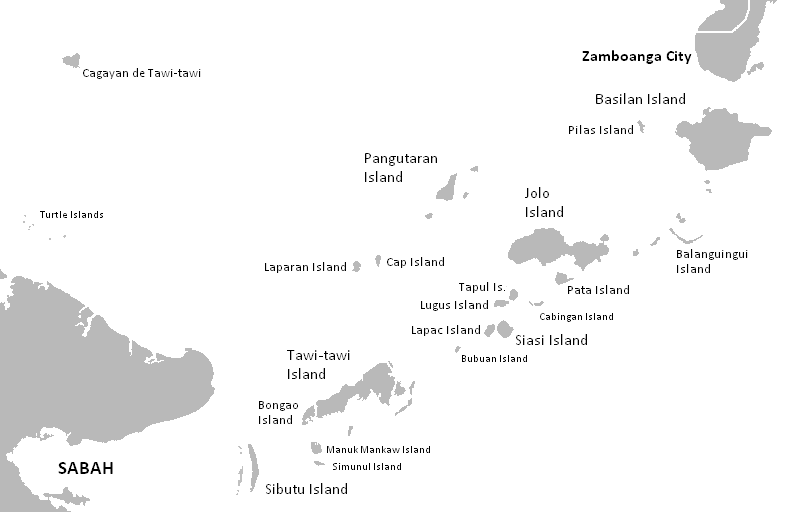
Arxipèlag de Joló

L'arxipèlag de les Filipines té 7.107 illes i es divideix en aquestes parts:
- Luzon i illes contigües, al nord: comprèn les illes de Luzon, Mindoro, Marinduque, Masbate i les Batanes;
  - Illes principals adjacents a Luzon.
- Visayas i illes adjacents, al centre de l'arxipèlag, on destaquen les illes de Palawan, Panay, Negros, Cebu, Bohol, Leyte i Samar.
  - Paragua, Dumaran i Balabac, i illes adjacents.
- Mindanao i illes adjacents, al sud, comprèn Mindanao i l'arxipèlag de Joló, compost per les illes de Basilan, Sulu i Tawi-Tawi.
  - Arxipèlag de Sulu.

| Grup d'illes | Ciutat més poblada | Àrea (km²) | Població (cens 2000) |
| ------------ | ------------------ | ---------- | -------------------- |
| Luzon        | Ciutat Quezon      | 125 863    | 32 122 900           |
| Visayas      | Cebu               | 71 503     | 16 275 564           |
| Mindanao     | Davao              | 101 763    | 18 262 611           |

### Illes principals
| Illa        | Superfície (km²) | Població | Grup     | Arxipèlag           |
| ----------- | ---------------- | -------- | -------- | ------------------- |
| Luzon       | 109.965          |          | Luzon    |                     |
| Mindanao    | 97.530           |          | Mindanao |                     |
| Negros      | 13.074           |          | Visayas  |                     |
| Sámar       | 12.849           |          | Visayas  |                     |
| Palawan     | 12.189           |          | Visayas  |                     |
| Panay       | 11.514           |          | Visayas  |                     |
| Mindoro     | 10.572           |          | Luzon    |                     |
| Leyte       | 7.368            |          | Visayas  |                     |
| Cebu        | 4.468            |          | Visayas  |                     |
| Bohol       | 3.821            |          | Visayas  |                     |
| Masbate     | 3.238            |          | Luzon    |                     |
| Catanduanes | 1.523            |          | Luzon    |                     |
| Basilán     | 1.265            |          | Mindanao |                     |
| Marinduque  | 920              |          | Luzon    |                     |
| Busuanga    | 890              |          | Luzon    | Calamianes          |
| Joló        | 869              |          | Mindanao |                     |
| Dinagat     | 769              |          | Mindanao |                     |
| Taules      | 686              |          | Luzon    |                     |
| Polillo     | 629              |          | Luzon    |                     |
| Guimarás    | 605              |          | Visayas  |                     |
| Bilirán     | 555              |          | Visayas  |                     |
| Sibuyan     | 449              |          | Luzon    |                     |
| Siargao     | 437              |          | Mindanao |                     |
| Burias      | 424              |          | Luzon    |                     |
| Culión      | 389              |          | Luzon    | Calamianes          |
| Siquijor    | 338              |          | Visayas  |                     |
| Ticao       | 334              |          | Luzon    |                     |
| Camiguín    | 238              |          | Mindanao |                     |
| Quelosuyo   | 130              |          | Luzon    |                     |
| Bucas Gran  | 128              |          | Mindanao |                     |
| Romblón     | 112              |          | Luzon    |                     |
| Linapacan   | 103              |          | Luzon    | Calamianes          |
| Corón       | 71               |          | Luzon    | Calamianes          |
| Batán       | 35               |          | Luzon    | Batanes             |
| Boracay     | 10               |          | Visayas  | Visayas occidentals |

## Topografia

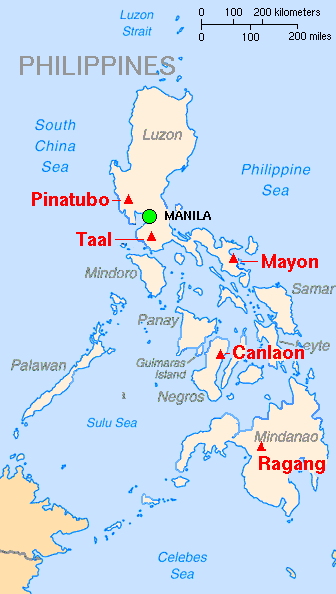
Volcans principals de les Filipines

Les illes són d'origen volcànic, formen part de l'Anell de Foc del Pacífic, i són la majoria muntanyenques. El punt més alt n'és el mont Apo a Mindanao, amb 2.954 m. El segon punt més alt és a Luzon al Pulag, amb 2.842 m.
L'arxipèlag de les Filipines geològicament forma part del cinturó mòbil situat entre la placa filipina, la conca sud de la mar de la Xina de la placa euroasiàtica i la placa de Sonda. La fossa de les Filipines (o de Mindanao) és una fossa submarina de 1.320 km de longitud que es troba a l'est del cinturó mòbil de les Filipines i és resultat de la col·lisió entre les plaques tectòniques. La placa filipina se submergeix (subducció) sota el cinturó mòbil uns 16 cm per any. La major profunditat, anomenada Galatea, arriba a 10.540 m. El sistema de falles de les Filipines és una sèrie de falles sísmiques que produeixen diversos terratrèmols per any, encara que molts no se'n copsen.
A les Filipines hi ha molts volcans actius: l'erupció més recent és la del Pinatubo a Luzon el 1991, que baixà de 1.745 m a 1.486 m després de l'erupció. La muntanya Mayon (2.463 m) n'és un altre dels volcans actius i té el con més perfectament format del món. Mayon té una història violenta de 47 erupcions des de 1616 i es tem aviat una altra erupció. El volcà Taal (311 m), també situat a Luzón, és un dels volcans de la dècada, amb 33 erupcions conegudes.
Les illes tenen planes costaneres estretes i molts ràpids corrents d'aigua. Hi ha poques planes àmplies o rius navegables. El riu més llarg n'és el Cagayan, o riu Gran de Cagayan al nord de Luzon, amb 354 km. A Mindanao, el riu més llarg n'és el Mindanao, que drena Maguindanao i altres parts del centre-oest de Mindanao. El riu Agusan drena l'est de Mindanao.
La major part de les illes solien estar cobertes de selva tropical. La tala il·legal ha reduït la cobertura forestal a menys del 10% de la superfície total.

## Clima

Mapa Köppen del clima de les Filipines. En verd, clima humit subtropical; en blau fosc, equatorial; en blau mitjà, monsònic, i en blau clar, tropical de sabana

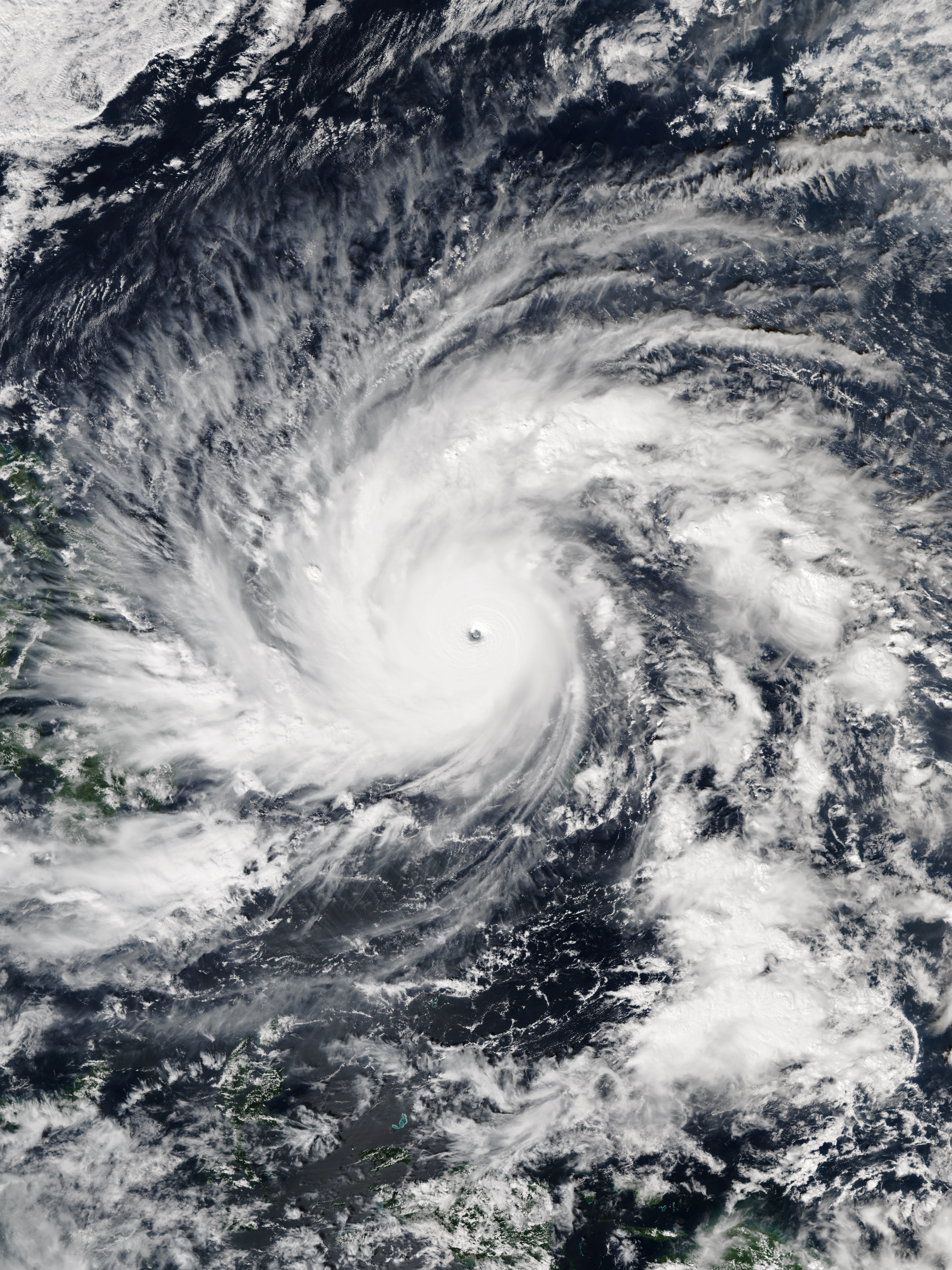
Tifó Hagupit (2014), a l'est de les Filipines

El general, el clima de les Filipines és tropical marítim, amb una estació freda relativa de desembre a febrer, quan prevalen els vents del nord-est, i una estació càlida, humida i plujosa, de maig a novembre, amb el monsó del sud-oest. Quan fa més calor és abans de l'arribada del monsó, entre març i maig, sobretot a l'interior i al centre de l'illa major. El mes més càlid és maig i el més fred, gener. A la costa est, hi ha clima equatorial, amb pluges tot l'any. Al nord-est, les boires marítimes que descarreguen pluja apareixen tot l'any també a les costes i vessants exposats. Les pluges solen descarregar en forma de tempestes a la vesprada, tret de l'època de tifons.
A l'estiu, plou arreu de les Filipines; a l'est, a les zones de clima equatorial, plou tot l'any. A l'est de les illes de Luzon, les Visayas, Samar i nord-est de Mindanao, cauen més de 1.000 mm a l'hivern, a causa dels vents del nord-est, perquè els monsons del sud-oest no les afecten tant. A Legazpi, a Luzon, cauen 3.100 mm anuals de pluja en 208 dies, amb un mínim de 150 mm a l'abril, i un màxim de 485 mm al novembre i 460 mm al desembre. Les temperatures oscil·len entre un mínim de 22-29 °C al gener i un màxim de 25-32 °C entre maig i setembre. A les illes del sud, Basilan, Sulu i Tawi-Tawi no hi ha un pic tan acusat a l'hivern: les pluges s'igualen entre 150 i 200 mm cada mes i la mitjana anual n'és de 2.160 mm.
A l'oest i centre de les illes es donen més els monsons d'estiu. A Santo Domingo de Basco, al nord, la precipitació és de 2.850 mm anuals, amb un màxim de 420 mm a l'agost (20 dies de tempestes) i un mínim de 70 mm a l'abril (8 dies de tempestes). A l'hivern, refresca una mica més (19-24 °C). A l'interior, fa més calor a l'hivern. A San Fernando, entre 20 i 31 °C al gener, i a Manila, entre 24 i 30 °C a l'hivern, i entre 26 i 31 °C a l'estiu. A Manila, a l'interior de l'illa de Luzon, cauen 2.025 mm, però amb forta sequera a l'hivern, on recullen menys de 20 mm entre gener i abril, i escassetat pluviomètrica al febrer; en canvi, a l'agost cauen 475 mm en 22 dies i se superen els 200 mm entre juny i octubre. A les illes centrals, a Cebu, a l'interior de les Visayas, cauen 1.340 mm anuals, i només se superen els 200 mm a l'octubre, amb menys de 50 mm al març i abril. La zona menys plujosa de les Filipines en la badia de Sarangani, al sud de Mindanao, amb només 1.000 mm ben repartits al llarg de l'any.
A les muntanyes plou més degut a l'exposició al vent. A Baguio, a l'illa de Luzon, a 1.500 m d'altitud, cauen 4.120 mm anuals, amb més de 900 mm a juliol i agost, i menys de 50 mm entre desembre i març. Les temperatures són més fresques; de 12 a 22 °C a l'hivern i de 16 a 25 °C abans de les pluges importants, a l'abril i maig.
Els tifons solen afectar només el sud de les Filipines, especialment el centre i sud de Mindanao, el sud de Palawan i les petites illes meridionals, entre maig i desembre. En la història recent destaquen el tifó Bopha, al desembre de 2012, l'Hagupit, al 2014, i el Tembin, al 2017.

## Vegetació
Al bosc pluvial destaca la caoba filipina (Shorea), una gran varietat d'epífites i sapròfites.
Hi ha moltes coníferes, els bambús hi formen masses, i hi ha moltes espècies de palmeres l'àrea de distribució de les quals arriba a 2.000 m d'altitud, entre un conjunt de falgueres, lianes i flors; a Mindanao, creix també l'eucaliptus, típic exemple de la flora austral.
A les ribes, destaquen els cocoters i els manglars.
Els arrossars, a vegades conreats en imponents terrasses artificials, se succeeixen en petites parcel·les i alternen amb les plantacions que tenen una estructura més compacta.

## Àrees protegides de les Filipines
A les Filipines hi ha 559 àrees protegides, que cobreixen un total de 45.76² km², el 15,32% del territori, i 21.269 km² d'àrees marines, l'1,16% del total d'1.835.028 km² que pertanyen a l'arxipèlag. D'aquestes, 60 són conques forestals, 28 parcs naturals, 33 paisatges protegits, 6 santuaris i refugis de pesca i 133 santuaris marins. A més, hi ha 2 reserves de la biosfera de la UNESCO, 3 llocs Patrimoni de la humanitat i 7 llocs Ramsar. BirdLife International reconeix 117 llocs d'importància per a les aus, amb 593 espècies, que cobreixen 32.300 km², i 10 llocs d'aus endèmiques, amb 258 espècies endèmiques.
El Departament de Medi Ambient i Recursos Naturals de les Filipines, responsable de la gestió de l'explotació, desenvolupament, utilització i conservació dels recursos naturals, considerava, el 2012, 240 àrees protegides a les Filipines, de les quals 35 eren considerades parcs nacionals, que al juny de 2018 se n'ampliaren a 94, en realitat totes les terres de domini públic designades pel sistema d'àrees protegides nacionals amb la finalitat de conservar les plantes i animals nadius, els seus habitants associats i la diversitat cultural.